# Klášter Hradiště nad Jizerou

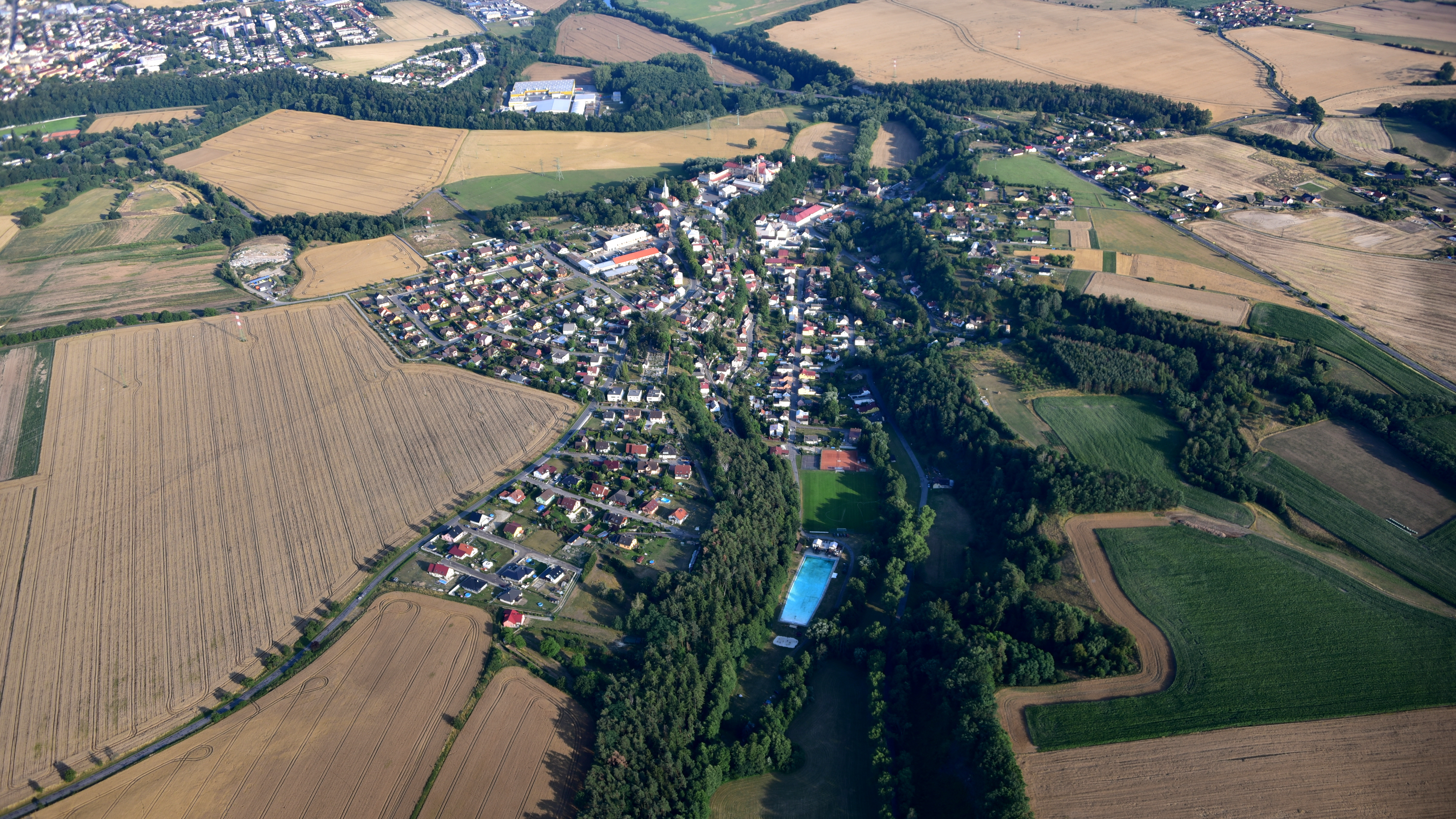
Klášter Hradiště nad Jizerou, Luftaufnahme (2019)

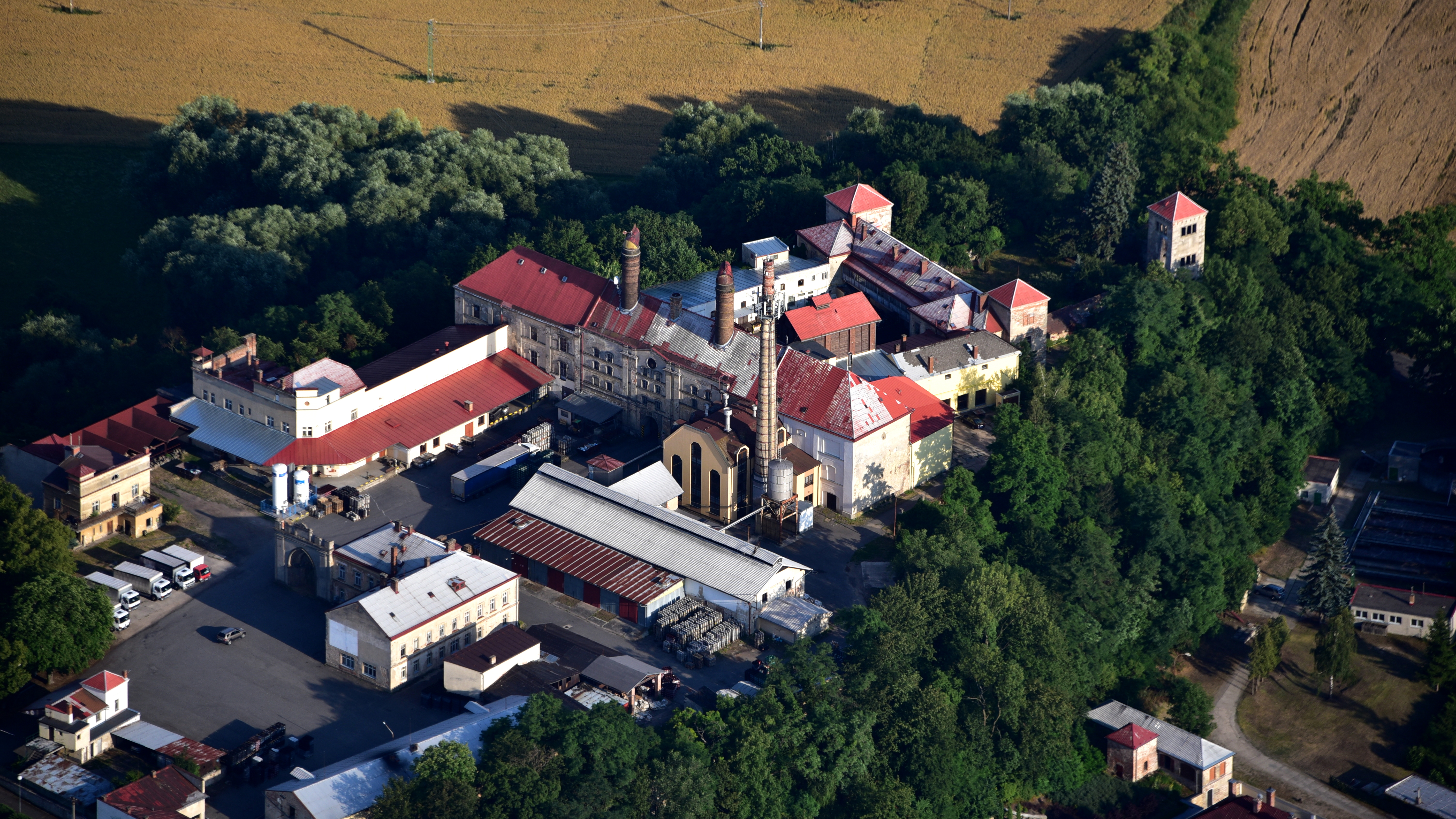
Kloster Hradiště, Luftaufnahme (2019)

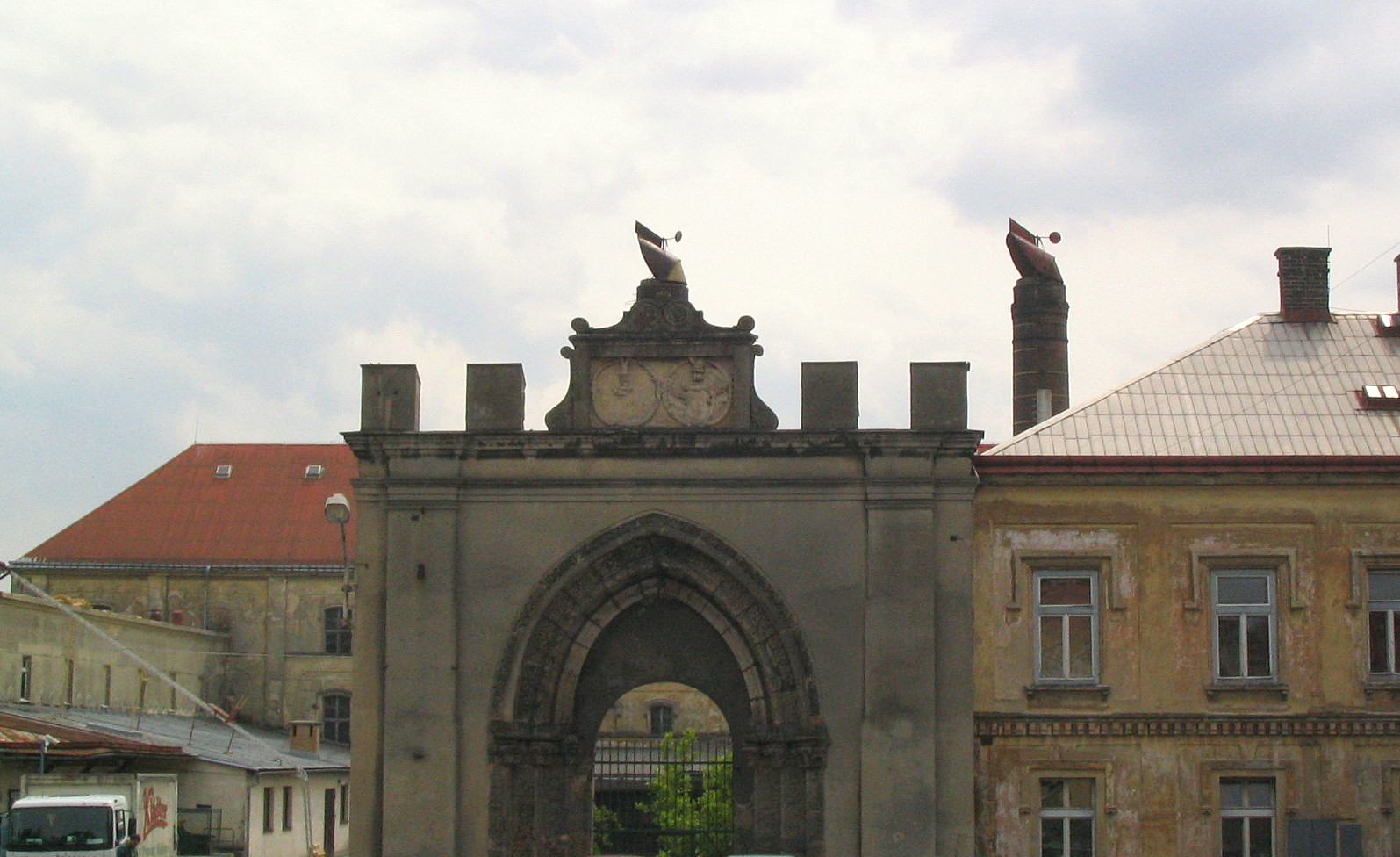
Das Portal des Klosterdomes auf dem Brauereigelände in Klášter Hradiště nad Jizerou

Klášter Hradiště nad Jizerou (deutsch Kloster an der Iser) ist eine Gemeinde im Okres Mladá Boleslav, Tschechien. Der Ort grenzt unmittelbar an die Stadt Mnichovo Hradiště, am westlichen Rand des Naturschutzgebietes Český ráj. Im Dorf wird ein starkes Klosterbier gebraut. Auf dem Gelände der Brauerei liegen die Reste des Zisterzienser-Ordenshauses Kloster Hradiště aus dem 12. Jahrhundert.

## Geschichte

### Frühmittelalterliche Besiedlung
Auf der Felsspitze über dem Zusammenfluss der Jizera und Zábrdka bestand mit hoher Wahrscheinlichkeit eine frühmittelalterliche slawische Burg. Darauf deutet der Ortsname Hradiště (Burgstätte) hin. Eine Besiedlung ab dem 8. bis 9. Jahrhundert ist durch mehrere 1934 entdeckte Körpergräber belegt, in denen sich S-förmige Bronze-Ohrringe befanden. Eine Befestigung konnte aber bisher nicht archäologisch nachgewiesen werden.

### Zisterzienserkloster
In der zweiten Hälfte des 12. Jahrhunderts gründeten Zisterzienser aus Plasy in Hradiště ein Tochterhaus. Als mögliche Entstehungsdaten gelten die Jahre 1145 und 1177. Ob das Kloster ursprünglich eine Benediktiner-Abtei gewesen sei, ist umstritten. 1351 wird der Ort zum ersten Mal gredis monachorum genannt. Die tschechische Übersetzung Mnichovo Hradiště wurde später auf die Nachbarstadt übertragen.
Der Besitz wuchs im Hochmittelalter vor allem durch die Förderung der Binnenkolonisierung. Ab dem 13. Jh. entstand in der Umgebung eine Reihe von Siedlungen, deren Gründung dem Einfluss des Klosters zugeschrieben wird. Zu Beginn des 15. Jahrhunderts war Klášter Hradiště zu einer der mächtigsten Grundherrschaften in Nordostböhmen herangewachsen. In einem um 1400 entstandenen Urbarium sind 112 Dörfer und Höfe verzeichnet, die dem Kloster gehörten. Der Anfang des 15. Jahrhunderts markierte den Höhepunkt der wirtschaftlichen Macht des Klosters, gleichzeitig verfiel die Ordensmoral. Die Mönche versuchten, durch vorgetäuschte Wunderzeichen die Bevölkerung zu Spenden zu bewegen. 1404–1405 ging eine Beschwerde beim Prager Erzbischof ein. Der Untersuchungskommission gehörte auch der böhmische Reformator Jan Hus an, der in seinem Bericht die betrügerischen Machenschaften der Mönche von Hradiště verurteilte.

### Nach den Hussitenkriegen
Zu Beginn der Hussitenkriege wurde das Kloster am 30. April 1420 von den Orebiten eingenommen und niedergebrannt. Die Mönche flüchteten auf die Burg Bezděz. Das Felsenkloster wurde nie mehr aufgebaut, der Besitz aufgeteilt und mehrfach weiterveräußert. Von Václav Budovec z Budova, der nach dem Ständeaufstand in Böhmen 1621 hingerichtet wurde, kam die Restherrschaft an den Feldherrn Albrecht von Wallenstein und von diesem an das Geschlecht Waldstein, das bis 1945 im benachbarten Schloss ansässig war.
Auf den Ruinen des Klosters ließ bereits Mitte des 16. Jahrhunderts Jiří von Labouň ein Renaissance-Schloss errichten. Es diente als Verwaltungszentrum des ausgedehnten Waldstein-Besitzes und bis 1850 auch als Sitz der öffentlichen Behörden für die Gemeinde Klášter und 10 umliegende kleinere Gerichtsbezirke. 1869 fiel das alte Schloss einem Brand zum Opfer und die örtliche Bierbrauerei, seit 1570 bezeugt, zog auf das Schlossgelände um. Hier ist der Betrieb bis heute angesiedelt.
Seit im 17. und 18. Jahrhundert in die vom Dreißigjährigen Krieg verwüstete Gegend deutsche Siedler einzogen, lag Klášter Hradiště an der deutsch-tschechischen Sprachgrenze. Im Ort wurde eine deutsche Schule für die Kinder der Waldsteinischen Beamten eingerichtet, die Bevölkerung blieb aber im Gegensatz zu den Nachbargemeinden tschechisch. Die Gemeinde wurde 1864 und 1920 neu aufgeteilt. Heute leben noch 729 Einwohner im Ort (Stand 2006).

## Sehenswürdigkeiten
- Der Bau des Zisterzienser-Klosters wurde im 12. Jahrhundert im romanischen Stil begonnen und bis etwa 1260 im Stil der Frühgotik fortgesetzt. Das größte Gebäude des Klosters, der Dom, war ursprünglich 75 Meter lang, 40 Meter breit und im Mittelschiff 15 Meter hoch. Nach den Zerstörungen 1420, beim Bau des Schlosses im 16. Jahrhundert und beim Schlossbrand 1869 blieb schließlich auf dem Gelände der heutigen Brauerei nur noch ein frühgotisches Portal und einige Reste der Umfassungsmauern übrig.
- Pfarrkirche der Jungfrau Maria